# Lamniformes
Lamniformes é uma ordem de tubarões. Nela estão incluidas algumas das mais conhecidas espécies de tubarões, como o tubarão-branco.
Têm duas barbatanas dorsais e uma barbatana anal. Apresentam cinco fendas branquiais e olhos sem membrana nictitória. A boca estende-se para além do nível dos olhos.

## Classificação
Família Odontaspididae
- Carcharias
  - Tubarão-touro (Carcharias taurus) Rafinesque, 1810 : 
  - Carcharias tricuspidatus Day, 1878 :
- Odontaspis
  - Odontaspis ferox (Risso, 1810) : 
  - Odontaspis noronhai (Maul, 1955) :

Família Pseudicarchariidae
- Pseudocarcharias
  - Tubarão-crocodilo (Pseudocarcharias kamoharai) (Matsubara, 1936) :

Família Mitsukurinidae
- Mitsukurina
  - Tubarão-duende (Mitsukurina owstoni) Jordan, 1898 :

Família Megachasmidae
- Megachasma
  - Megachasma pelagios Taylor, Compagno & Struhsaker, 1983 :

Família Alopiidae
- Alopias
  - Alopias pelagicus Nakamura, 1935 : 
  - Alopias superciliosus (Lowe, 1841) : 
  - Alopias vulpinus (Bonnaterre, 1788) :

Família Cetorhinidae
- Cetorhinus
  - Tubarão-elefante (Cetorhinus maximus) (Gunnerus, 1765) :

Família Lamnidae
- Carcharodon
  - Tubarão-branco (Carcharodon carcharias) (Linnaeus, 1758) :
- Isurus
  - Tubarão-mako (ou Tubarão Anequim) (Isurus oxyrinchus) Rafinesque, 1810 : 
  - Isurus paucus Guitart Manday, 1966 :
- Lamna
  - Lamna ditropis Hubbs & Follett, 1947 : 
  - Lamna nasus (Bonnaterre, 1788) :